# Jean de Narbonne
Jean de Narbonne (mort le 17 novembre 1545) est un ecclésiastique qui fut abbé de Moissac de 1516 à 1543 et évêque de Béziers de 1543 à 1545.

## Biographie
Jean est le 3e fils de Guillaume de Narbonne baron de Capendu, Pérignan, Fitou et Treilles et de Blanche de Couziers de Cesseras. Il a pour frères Antoine, mort à Naples en 1528, et Bertrand, abbé de la Garde-Dieu dans le diocèse de Cahors. Il entre lui aussi dans les ordres, devient bénédictin et reçoit en commende l'abbaye de Moissac en 1516. Il est également pourvu du prieuré de Notre-Dame de la Daurade à Toulouse. Il obtient l'autorisation du roi François Ier pour permuter son abbatiat avec l'évêque de Béziers Jean de Lettes et le pape Paul III confirme son accord le 30 mars 1543. Il prend possession de son siège épiscopal le 31 août et fait son entrée dans son diocèse le 2 février 1544. Il meurt dès le 17 novembre 1545 dans son château de Lignan et il est inhumé près du maître-autel de la cathédrale de Béziers.